# St. Johannes Evangelist (Gehrden)

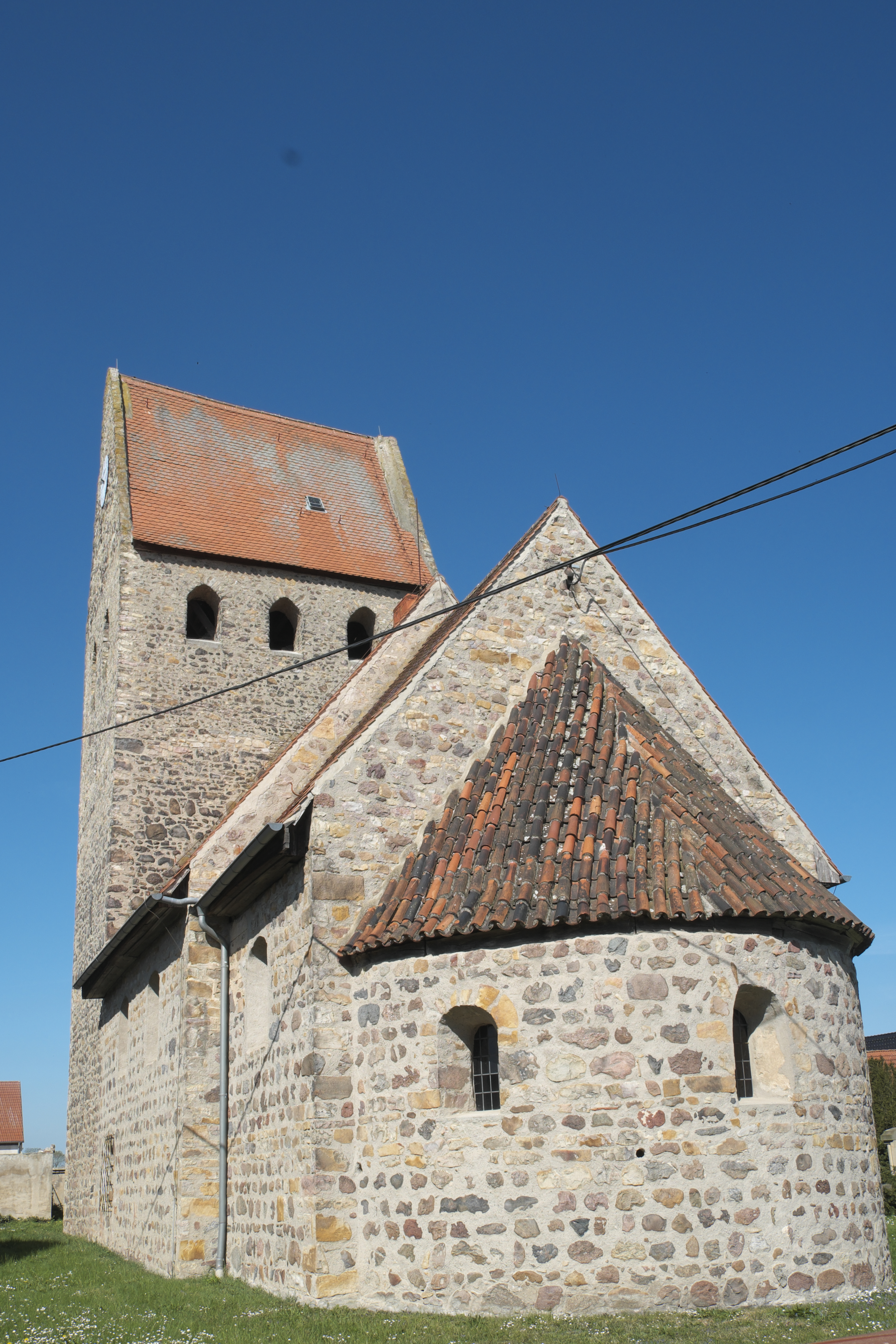
Evangelische Pfarrkirche St. Johannes in Gehrden

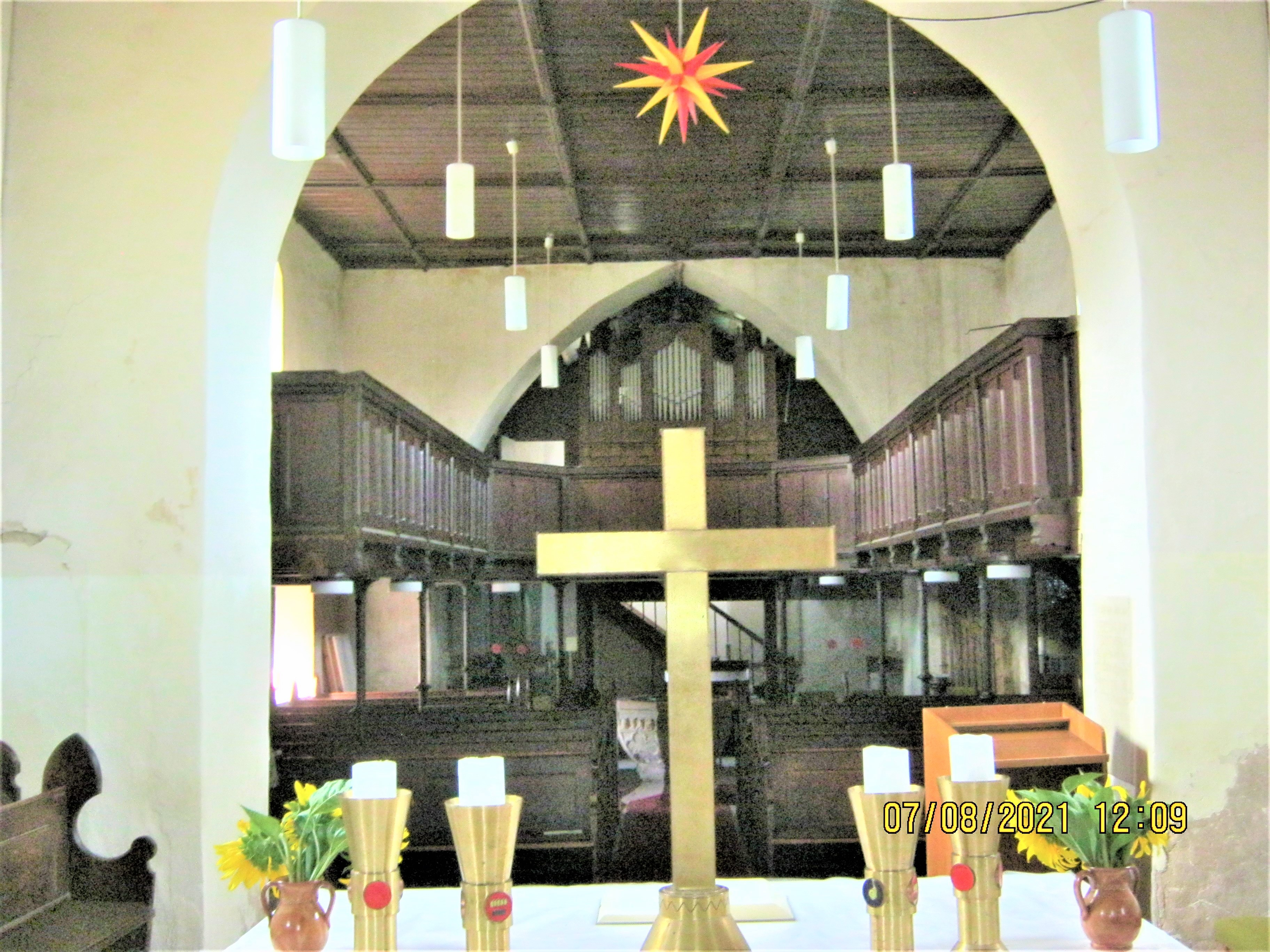
Blick vom Chor mit Altar, Schiff, Empore zur Orgel im Turm

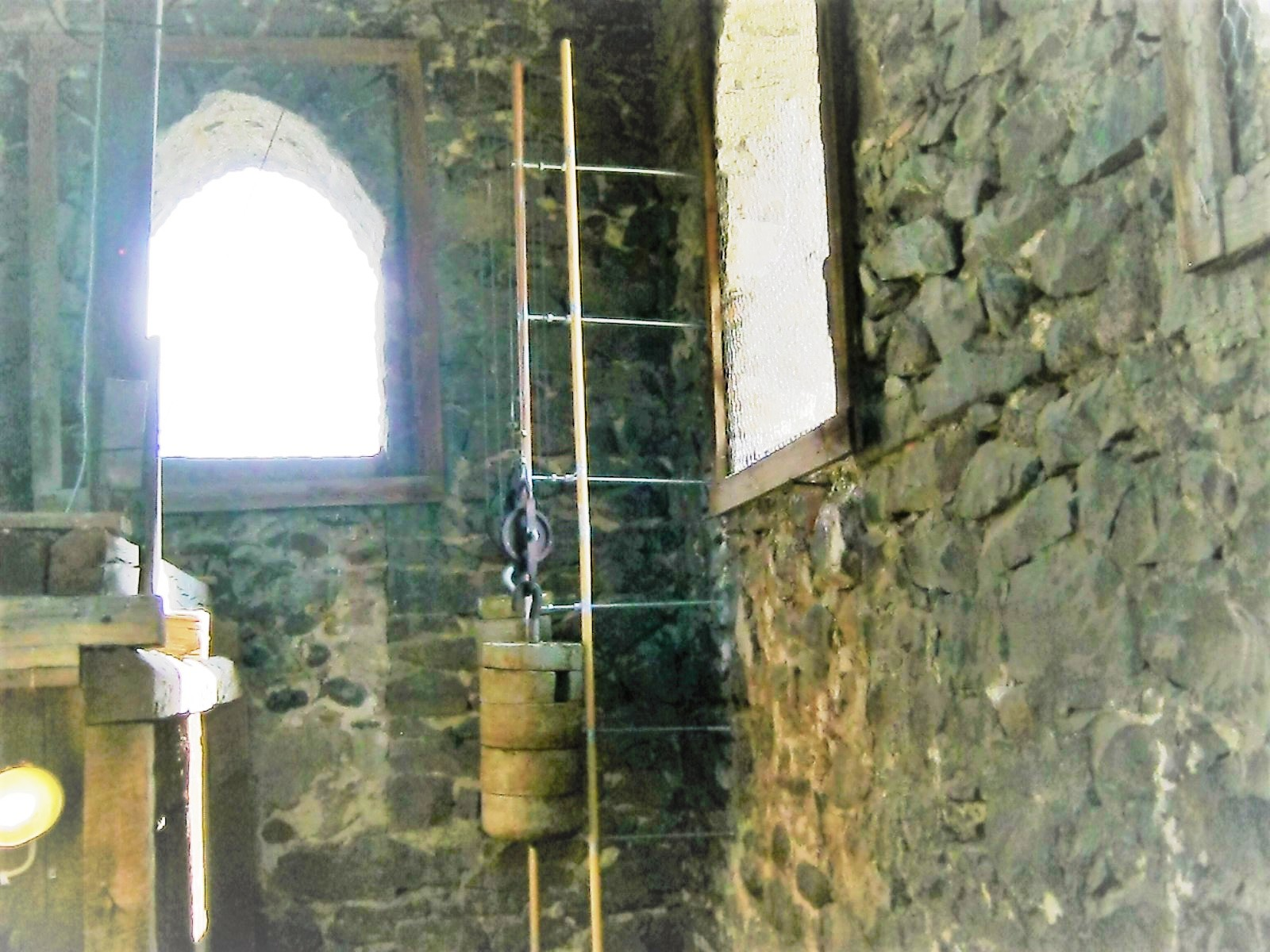
2-Tangenten-Pendeldämpfer für Gang- oder Gehwerk-Gewicht der J.F.-Weule-Uhr sorgt für Ganggenauigkeit bei Sturm

Die Pfarrkirche St. Johannes Evangelist zu Gehrden steht an der Ringstraße in der Ortschaft Gehrden in der Stadtgemeinde Zerbst/Anhalt im Land Sachsen-Anhalt. Die Kirche ist ein Baudenkmal. Die Pfarrgemeinde gehört zum Pfarramt Leitzkau im Kirchenkreis Elbe-Fläming der Evangelischen Kirche in Mitteldeutschland (EKM).

## Lage
Die Kirche befindet sich in der Ortsmitte von Gehrden. Sie ist vom ummauerten Kirch-Friedhof umgeben.

## Architektur
Der spätromanische Kirchenbau aus Feldsteinmauerwerk besteht aus einem Westturm, einem einschiffigen Langhaus, einem eingezogenen quadratischen Chor und einer Rundapsis (Vollständige Anlage). Das Nordportal und die Rundbogenfenster der Apsis sind in den originalen Formen erhalten. Die südliche Langhausmauer zeigt ein vermauertes Rundbogenportal und romanische Fensterbögen. Die Westfront bildet der schiffsbreite Kirchturm aus Gommernschen Bruchsteinen. Der Turm erhielt seine heutige Form und Höhe in der Frühgotik mit spitzbogigen Schallöffnungen und Fenstern. Er trägt ein steiles Satteldach.

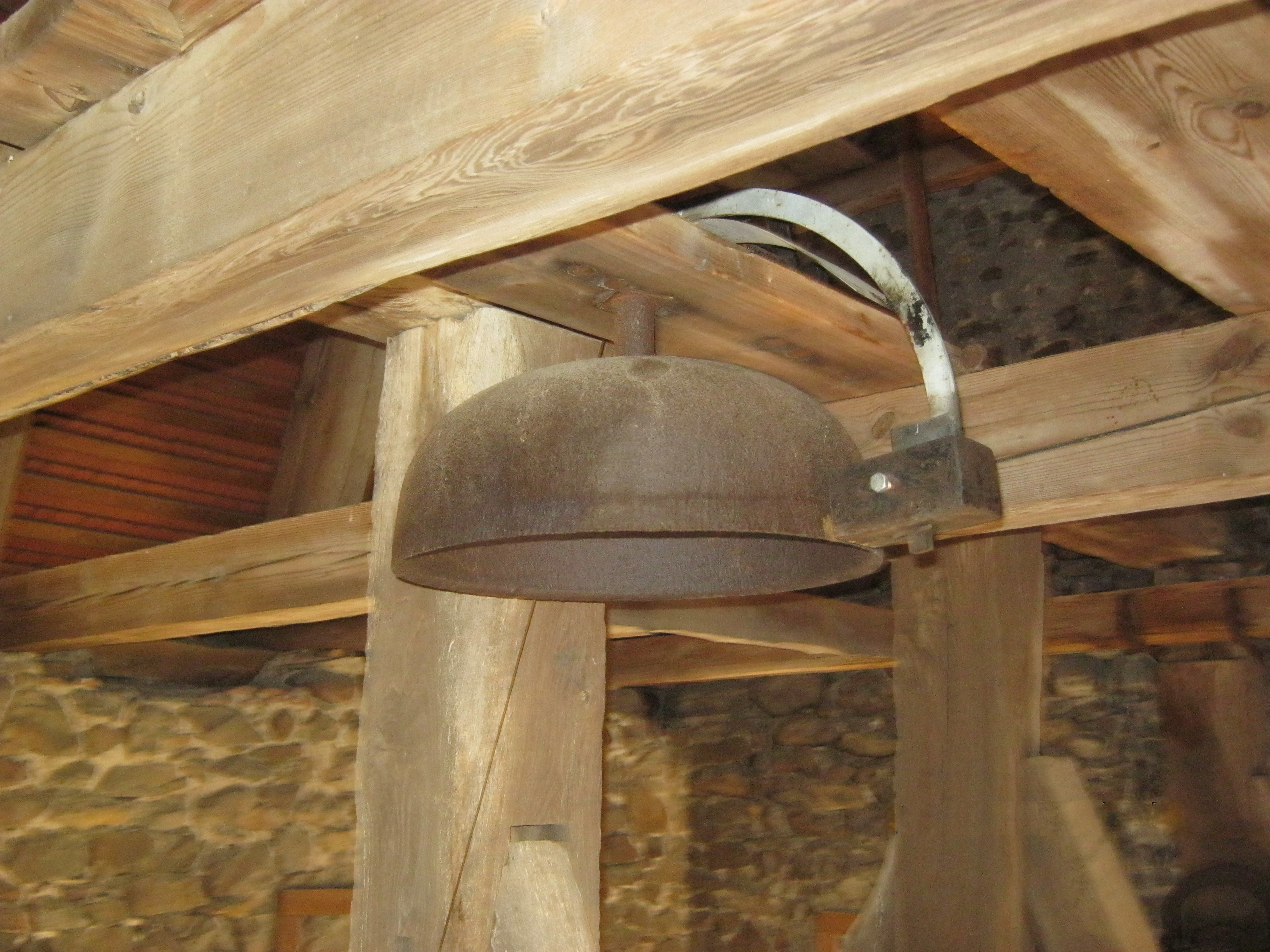
Schlagwerks-Ende der Turmuhr mit Hammer, Ersatz-Prellfeder (siehe J. F. Weule) und Glocke

Im geeinten Deutschland erfolgte 1991/1992 die notwendige Außensanierung des Wandmauerwerkes durch eine Spezial-Firma aus Hessen. Die Kirche ist in der Denkmalliste Zerbst/Anhalt mit der Erfassungsnummer 094 71568 eingetragen.

## Ausstattung
Das Kircheninnere zeigt ein Langhaus unter einer Flachdecke mit einer hölzernen Hufeisenempore aus den 1860er Jahren. Das achteckige gotische Taufbecken aus Sandstein entstand im 14. Jahrhundert und besitzt am oberen Rand acht Hochreliefs mit Szenen aus der Kindheit und zur Taufe Jesu.
Die Orgel aus dem Jahr 1862 wurde in den 1970er Jahren restauriert.
1906 baute Fa. J. F. Weule aus Bockenem am Harz die Turmuhr mit Ziffernblättern in Nord und Süd sowie Uhrschlag an Schlagglocke (Stunden und Halb-Stunden) ein. Seit 2020 wird das Gang- bzw. Gehwerk-Gewicht der Wochenuhr an zwei Schienen entlanggeführt, um das Pendeln des am Flaschenzug (Faktorenflaschenzug 1:3) abgehängten Gewichts bei stärkerem Wind zu verhindern. Dadurch wird ein Vorgehen der Uhr um bis zu 12 Minuten täglich vermieden. Die Ganggenauigkeit bleibt mit ±10 Sekunden pro Woche erhalten.

### Gehrdener Kreuzigung
Die österreichische Malerin Xenia Hausner stellte hier im Jahr 2013 ihre „Gehrdener Kreuzigung“ aus, nachdem diese von 2012 bis 2013 in der Ausstellung „Zeitgenössische Glasmalerei in Deutschland“ im Internationalen Zentrum für Glasmalerei in Chartres zu sehen war. Diese Glasfenster sorgten durch ihre Effekte, die Gemälde und Glasfenster verbinden, für Aufsehen und wurden auch von dem Denkmalschutz-Magazin Monumente und der Architekturzeitschrift Bauwelt erwähnt. Im Jahr 2014 wurden diese im Naumburger Dom mit über 150 anderen Werken unter dem Motto „Glanzlichter“ ausgestellt. Die Fenster befinden sich in der Galerie der Derix Glasstudios in Taunusstein. Die geplante Installation der Fenster in der Kirche fand bisher nicht statt, so dass sie auch weiterhin in Ausstellungen zu sehen sind, so etwa von 2020 bis 2021 im Deutschen Glasmalerei-Museum in Linnich unter dem Motto „Gesichter im Wandel der Zeit“.

## Patrozinium
Die Kirche ist dem Evangelist Johannes, Hauptautor des Johannesevangeliums geweiht. Gelegentlich findet allerdings eine Verwechslung mit Johannes dem Täufer statt. Neben der deutschen Schreibweise „Johannes Evangelist“ findet sich in Publikationen (Dehio, Kirchenkreis) auch die lateinische Form „Johannis Evangelista“.